# دومک
دومک، مرکز دهستان دومک بخش نصرت‌آباد شهرستان زاهدان، استان سیستان و بلوچستان در ایران است.

## جمعیت
|  |  |  |  |
|  |  |  |  |
|  |  |  |  |

براساس سرشماری مرکز آمار ایران در سال ۱۳۸۵، جمعیت آن ۶۷۴۶ نفر (۱۲۸۶ خانوار) بوده‌است.
دهستان دومک شامل تعداد زیادی روستا دیگر میباشد روستاها این منطقه شامل روستا چاه زرد،محمود https://www.goog
le.com/search?q=ERR_PROXY_CONNECTION_FAILED&client=ms-andr+
oid-xiaomi-rvo3&sourceid=chrome-mobile&ie=UTF-8،،نورآباد،اقبال آباد ،اسماعیل آباد ،عادل آباد ،اله آباد،و غیره..... میباشد  اکثر مردم به کشاورزی و دامداری در این منطقه مشغول میباشند محصول اصلی این منطقه پسته میباشد با توجه به اینکه پسته درخت مقاوم در برابر کم آبی  میباشد اکثر زمینها به پسته کاری روی اوردن یکی از نیازها این دهستان صنایع تبدیلی فرآوری پسته میباشد . در دهستان دومک چندین کوره آجر پزی وجود دارد که سهمی در نیاز شهرستان زاهدان را ایفا میکنند  .دو کوه معروف این منطقه کوه سدوگر و کوه ریگ پڈ میباشد
براساس سرشماری مرکز آمار ایران در سال ۱۳۸۵، جمعیت آن ۶۷۴۶ نفر (۱۲۸۶ خانوار) بوده‌است